# Carol Barbee

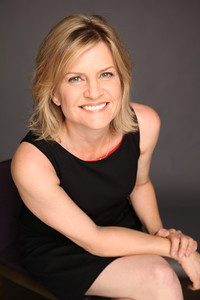
Carol Barbee

Carol Denise Barbee (* 22. Mai 1959 in Concord) ist eine US-amerikanische Filmproduzentin, Drehbuchautorin und Schauspielerin.

## Leben und Wirken
Barbee studierte an der privaten Wake Forest University in Winston-Salem Sprache, Kommunikation und Theater, nach ihrem Abschluss absolvierte sie einen Masterstudiengang in Schauspiel an der UCLA. Von 1989 bis 1998 war sie als Schauspielerin in Episodenrollen in verschiedenen US-amerikanischen Fernsehproduktionen, wie JAG – Im Auftrag der Ehre und Der Prinz von Bel-Air zu sehen, außerdem spielte sie in Kinofilmen die Tango gefällig? Nebenrollen. Im Jahr 1999 trat sie erstmals als Produzentin und Drehbuchautorin für die Dramaserie Providence in Erscheinung, für Jericho – Der Anschlag schrieb sie von 2006 bis 2008 mehrere Folgen und war in alle 29 Folgen Executive Producerin. Im Anschluss war sie ausführende Produzentin und Drehbuchautorin in den, nach jeweils einer Staffel eingestellten Fernsehserien, Springtown, The Beautiful Life: TBL und Three Rivers Medical Center tätig. 2014 wirkte sie an der vierten Staffel der TNT-Serie Falling Skies mit. Seit 2019 ist sie Headautorin der für Netflix produzierten Superheldenserie Raising Dion.
Barbee ist mit dem Schauspieler und Drehbuchautor Carlos Lacámara verheiratet.

## Filmografie (Auswahl)

### Als Produzentin
- 1999–2004: Providence (Fernsehserie)
- 2003–2005: Für alle Fälle Amy (Judging Amy, Fernsehserie)
- 2006: Close to Home (Fernsehserie)
- 2006–2006: Jericho – Der Anschlag (Jericho, Fernsehserie)
- 2008: Swingtown (Fernsehserie)
- 2009: The Beautiful Life: TBL (Fernsehserie)
- 2009–2010: Three Rivers Medical Center (Fernsehserie)
- 2010: Betwixt
- 2010–2011: Hawaii Five-0 (Fernsehserie)
- 2012–2013: Touch (Fernsehserie)
- 2014: Falling Skies (Fernsehserie)
- 2014–2016: Girlfriends’ Guide to Divorce (Fernsehserie)
- 2015: Dig – Operation Armageddon (Dig, Fernsehserie)
- 2016: UnReal (Fernsehserie)
- seit 2019: Raising Dion (Fernsehserie)
- 2020: Dash & Lily (Fernsehserie)

### Als Drehbuchautorin
- 1999–2002: Providence (Fernsehserie, 15 Folgen)
- 2003–2005: Für alle Fälle Amy (Judging Amy, Fernsehserie, 8 Folgen)
- 2006: Close to Home (Fernsehserie, Folgen 1.12–1.13)
- 2006–2008: Jericho – Der Anschlag (Jericho, Fernsehserie, 5 Folgen)
- 2008: Swingtown (Fernsehserie, Folge 1.10)
- 2009–2010: Three Rivers Medical Center (Fernsehserie, 10 Folgen)
- 2010–2011: Hawaii Five-0 (Fernsehserie, 4 Folgen)
- 2012–2013: Touch (Fernsehserie, 5 Folgen)
- 2014: Falling Skies (Fernsehserie, Folgen 4.02 und 4.09)
- 2015: Dig – Operation Armageddon (Dig, Fernsehserie, Folgen 1.04 und 1.09)
- 2015: Girlfriends’ Guide to Divorce (Fernsehserie, Folge 2.02)
- 2016: UnReal (Fernsehserie, Folge 2.09)
- seit 2019: Raising Dion (Fernsehserie)
- 2020: Dash & Lily (Fernsehserie, Folgen 1.03–1.04)

### Als Schauspielerin
- 1989: L.A. Law – Staranwälte, Tricks, Prozesse (L.A. Law, Fernsehserie, Folge 3.12)
- 1990: Columbo: Mord nach Termin (Agenda for Murder, Fernsehreihe)
- 1990: Stirb Langsam 2 (Die Hard 2: Die Harder)
- 1991: Der Prinz von Bel-Air (The Fresh Prince of Bel-Air, Fernsehserie, Folge 1.21)
- 1992: Das vierte Gebot (Honor Thy Mother)
- 1993: Blossom (Fernsehserie, Folge 3.15)
- 1994: Ausgerechnet Alaska (Northern Exposure, Fernsehserie, Folge 5.24)
- 1995: Beverly Hills, 90210 (Fernsehserie, Folge 6.09)
- 1996: Ellen (Fernsehserie, Folge 4.06)
- 1997: Tango gefällig? (Out to Sea)
- 1997: JAG – Im Auftrag der Ehre (JAG, Fernsehserie, Folge 3.09)
- 1998: Die Schattenkrieger (Soldier of Fortune, Inc., Fernsehserie, Folge 1.14)

## Auszeichnungen
WIN Awards 2013
- Nominierung in der Kategorie Outstanding Film/Show Written by a Woman für Touch